# Limnoria lignorum
Limnoria lignorum là một loài chân đều trong họ Limnoriidae. Loài này được Rathke miêu tả khoa học năm 1799.

## Hình ảnh

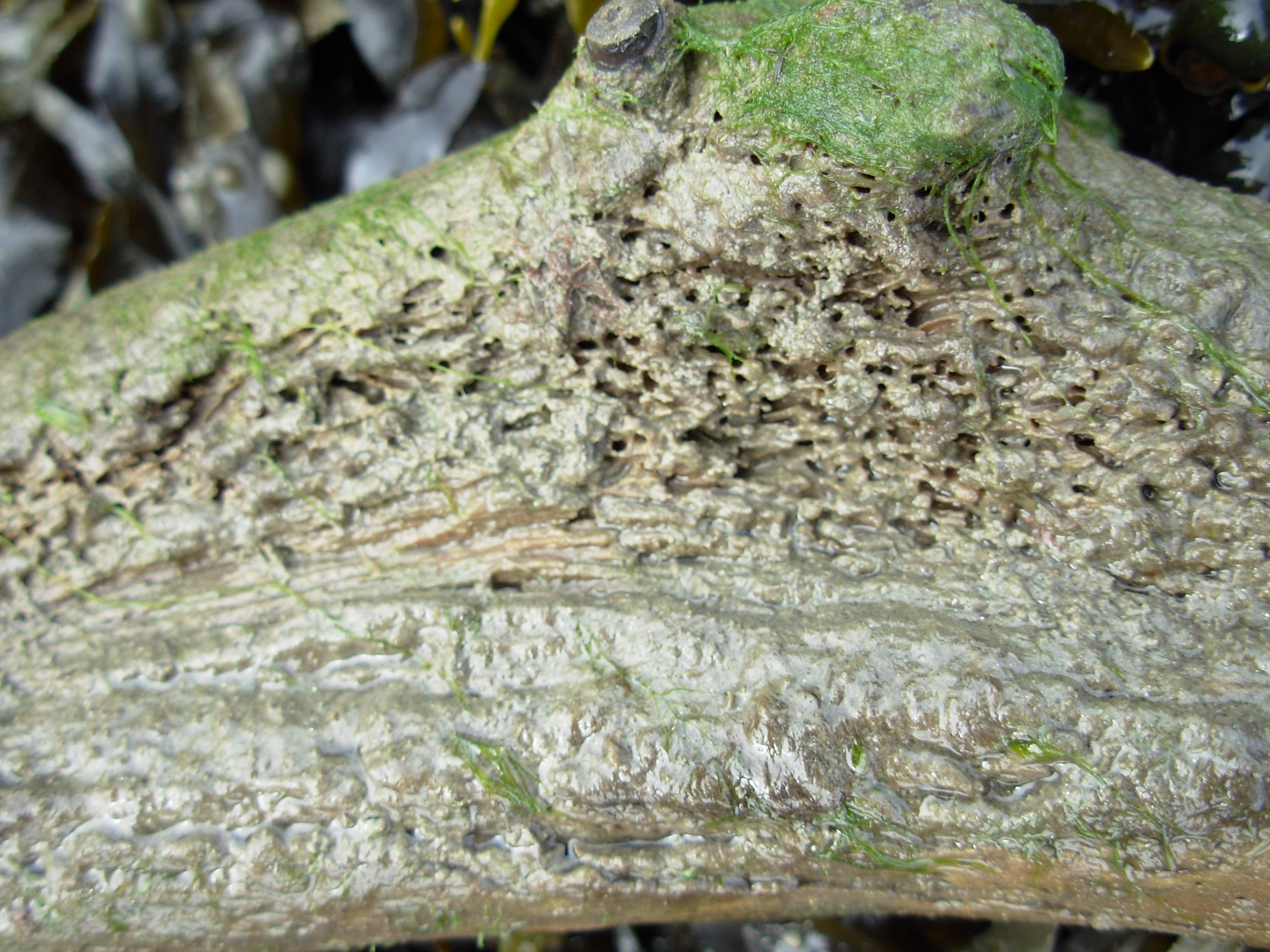